# La Demence

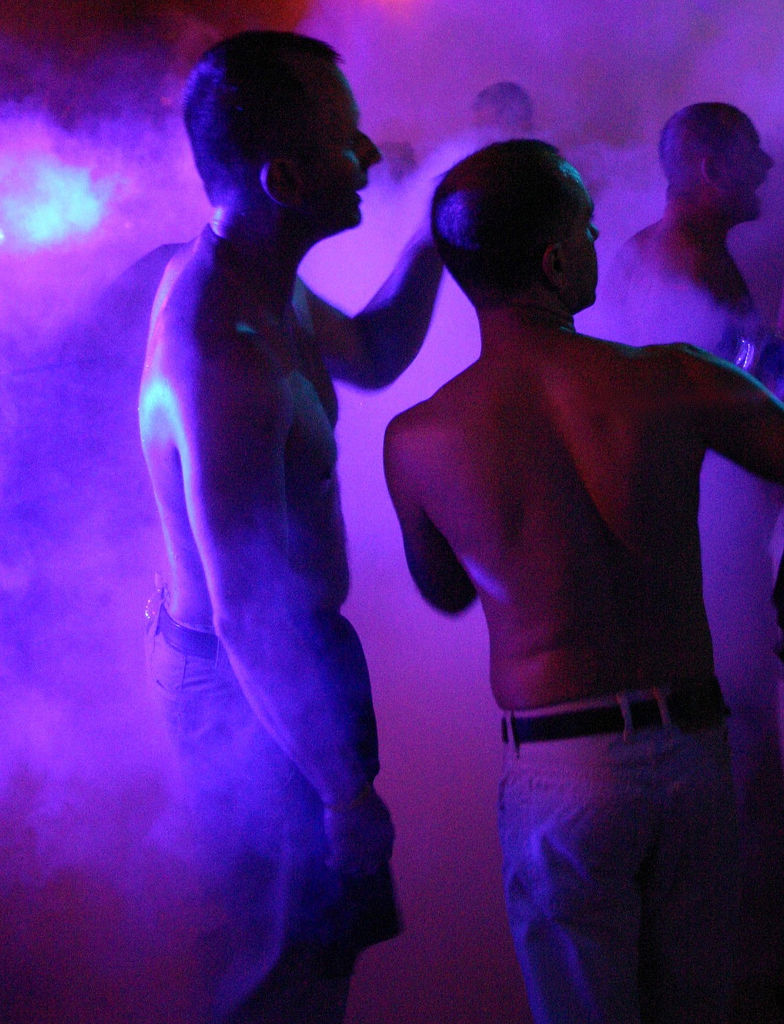
Typerend beeld van een circuit party als La Demence, hier tijdens een andere party in 2005 in Atlanta

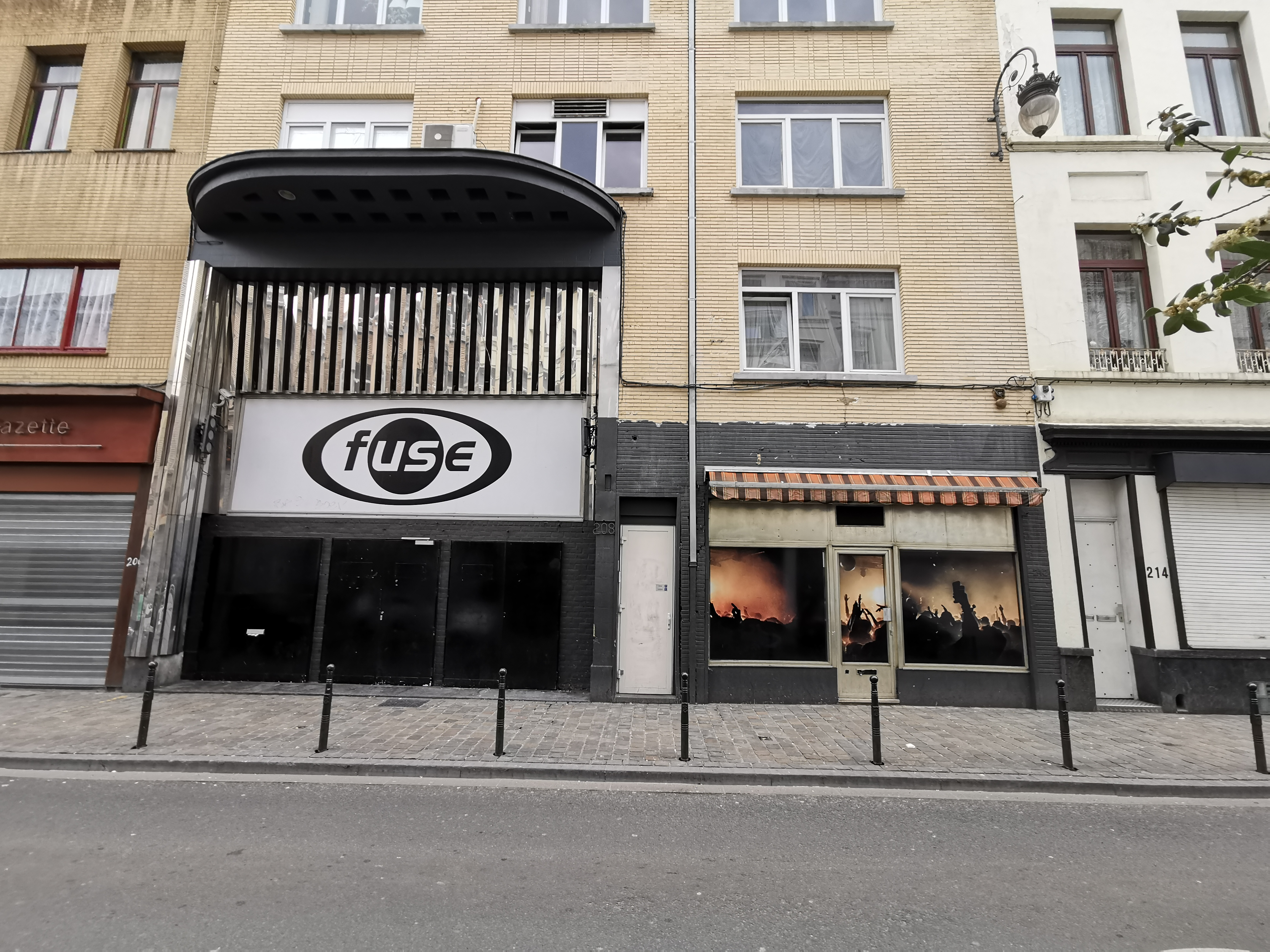
Discotheek Fuse in de Brusselse Blaesstraat, sinds 1994 de thuisbasis van La Demence

La Demence is Belgisch feest voor homoseksuele mannen, dat sinds begin jaren negentig maandelijks in Brussel plaatsvindt. La Demence trekt veel buitenlandse bezoekers en organiseert daarnaast een jaarlijkse cruisevakantie.

## Ontwikkeling
La Demence werd voor het eerst in 1989 door Thierry Coppens in Kortrijk georganiseerd, maar in West-Vlaanderen sloeg het homofeest nog niet zo massaal aan. Omdat Coppens Spaanse familie had, probeerde hij het vervolgens bij Le Disque Rouge, een discotheek in de Brusselse Blaesstraat waar veel Spanjaarden kwamen. 
Omdat Coppens en Peter Decuypere toekomst zagen in het muziekgenre techno, namen ze Le Disque Rouge over en maakten er in 1994 discotheek Fuse van, wat sindsdien de thuisbasis van La Demence is.
Decuypere stapte in 1997 uit Fuse om zich op zijn evenement I Love Techno in Gent te kunnen richten.
Thierry Coppens verkocht de Fuse eind 2007 aan Nick Ramoudt en Dominique Martens om zich voortaan geheel aan La Demence te kunnen wijden. Dit groeide vervolgens uit tot de grootste gay party van België, waar ook jaarlijks in totaal zo'n 35.000 buitenlandse bezoekers op af komen.

## Karakter
La Demence is een zogeheten circuit party, een type dansfeest dat in meerdere grote steden in de wereld gehouden wordt en waar nagenoeg uitsluitend homo- of biseksuele mannen op af komen. Deze feesten zijn doorgaans groots opgezet, er draaien populaire dj's en de bezoekers combineren het vaak met een vakantie. Tijdens het feest danst men meestal schaars gekleed of met ontbloot bovenlichaam en worden drugs gebruikt, wat ook de drempel tot (onveilige) seksuele interactie verlaagt. Een vergelijkbare Nederlandse circuit party is Rapido.
Tweemaal per jaar is er een extra lange editie van La Demence, namelijk rond Pasen en voor de verjaardagseditie die eind oktober of begin november plaatsvindt. Deze duren drie dagen: op vrijdag is er een opening party in Fuse, op zaterdag is er de main party in een grotere evenementenlocatie elders in Brussel en op zondag is dan, wederom in Fuse, de closing party. 
In 2014 vond de main party voor het 25-jarig bestaan van La Demence plaats in het Ancient Casino aan de Duquesnoystraat en in 2016 was deze in de evenementenhal Paleis12 bij het Atomium, waar zo'n 6500 bezoekers met 78 verschillende nationaliteiten op af kwamen.

## Cruise
Sinds 2011 is er naast het reguliere feest in Brussel ook de jaarlijkse La Demence Cruise, tegenwoordig kortweg The Cruise geheten: een speciaal voor homoseksuele mannen bedoelde vakantiereis op een cruiseschip, dat onder meer de populaire vakantie-eilanden van de Balearen en/of de Canarische eilanden aandoet. In 2016 ging de reis bijvoorbeeld vanuit Barcelona naar Málaga, Cádiz, Ibiza, Valencia en terug naar Barcelona en waren er zo'n 2200 gasten aan boord. Voor hen zijn er gedurende de vaartocht dagelijks (openlucht)feesten en bijbehorend entertainment aan boord.